# Henry Beissel
Henry Eric Beissel (* 12. April 1929 in Köln; † 9. Januar 2025 in Ottawa, Kanada) war ein deutsch-kanadischer Dichter, Dramatiker, Übersetzer, Hochschullehrer, Literaturkritiker und Herausgeber.

## Leben
Beissel studierte Philosophie in Köln und in London. 1951 emigrierte er nach Kanada. Er publ, zierte Gedichte, Theaterstücke, ein Sachbuch, zwei Anthologien sowie zahlreiche Essays und Kurzgeschichten. Er unterrichtete Englische Literatur, später Kreatives Schreiben an der Universität Toronto. Von 1960 bis 1962 unterrichtete er an der Universität München, danach zwei Jahre an der University of Alberta, schließlich von 1966 bis 1996 an der Concordia University in Montréal.
In Edmonton gab er von 1963 bis 1969 die literarisch-politische Zeitschrift Edge heraus. Er wurde zum Fürsprecher der indigenen Kulturen Kanadas, der Indianer Nordamerikas und der Eskimos. 1973 wurde sein Werk Inuk and the Sun aufgeführt, mit dem er erstmals international Aufsehen erregte, ebenso wie mit Under Coyote's Eye, das vielfach übersetzt wurde.
1958 erhielt er den Norma Epstein Award for Creative Writing von der Universität Toronto. 1994 erhielt er den Walter-Bauer-Preis in Merseburg. 
Beissel lebte mit seiner Frau Arlette Francière in Ottawa, wo er 2025 im Alter von 95 Jahren verstarb.

## Werke (Auswahl)
- New Wings for Icarus. Coach House, Toronto 1966
- A Different Sun. Oberon, Ottawa 1976
- Inuk and the Sun. Gage, Toronto 1980
- Under Coyote's Eye. Quadrant, Dunvegan 1980
- Kanada. Romantik und Wirklichkeit. Pinguin Verlag, Innsbruck und Umschau-Verlag, Frankfurt 1981
- Season of Blood. Mosaic, Toronto 1984
- The Noose & Improvisations for Mister X. Cormorant, Dunvegan 1989
- Dying I was Born. Penumbra, Waterloo 1992
- Stones to Harvest. Moonstone, Gooderich 1993
- Across the Sun's Warp. Buschek, Ottawa 2003
- What If Zen Gardens? Guernica, 2017